# Mèo lông gợn sóng Hoa Kỳ
Mèo lông gợn sóng Hoa Kỳ là một giống mèo nhà có nguồn gốc ở ngoại ô New York. Tính đến năm 2003, mặc dù là một giống mèo nổi tiếng, nó được xếp hạng là giống hiếm nhất trong số 41 giống mèo thuộc Hiệp hội Yêu thích Mèo, với số lượng chỉ có 22 con được đăng ký, giảm từ số lượng 39 con trước đó vào năm 2002.

## Đặc điểm
Mèo lông gợn sóng Hoa Kỳ tương tự như Mèo lông ngắn Mỹ, ngoại trừ chúng có một bộ lông gợn sóng và đàn hồi, bao gồm cả lông ở vùng tai và râu. Bộ lông này tương tự như lớp lông cứng của một số giống chó, chẳng hạn như các giống chó săn. Lông của chúng ít đòi hỏi cần phải chải chuốt, mặc dù mèo có lông thưa hơn có thể cần thêm kem chống nắng. Mèo lông gợn sóng Hoa Kỳ có cơ thể có kích thước vừa phải, săn chắc, có đầu tròn, xương gò má cao và mõm rõ rệt. Mèo lông gợn sóng Hoa Kỳ có thể có đầy đủ các màu sắc khác nhau, có đôi mắt vàng, ngoại trừ một số con có mắt màu trắng, màu xanh hoặc màu hổ phách.

## Hành vi
Mèo lông gợn sóng Hoa Kỳ có một tính khí cân bằng, cơ bản giống với tính khí của mèo lông ngắn Hoa Kỳ, một giống tương tự. Mèo lông gợn sóng Hoa Kỳ làm thỏa mãn chủ của nó qua việc chơi đùa hoặc ngủ trong lòng của chủ sở hữu của chúng. Chúng được mô tả là dễ thương và hơi hài hước. Chúng khá hiền lành và trầm tính, nhưng cũng vui tươi và năng động. Chúng có tiếng kêu khá nhẹ nhàng, yên tĩnh. Mèo lông gợn sóng Hoa Kỳ thường thích ở trong nhà.